# (2360) Volgo-Don
(2360) Volgo-Don est un astéroïde de la ceinture principale nommé d'après le canal Don-Volga.

## Description
(2360) Volgo-Don est un astéroïde de la ceinture principale. Il fut découvert le 2 novembre 1975 à Naoutchnyï par Tamara Smirnova. Il présente une orbite caractérisée par un demi-grand axe de 2,67 UA, une excentricité de 0,19 et une inclinaison de 3,4° par rapport à l'écliptique.

## Compléments